# Dirck Pietersz van Nierop
Dirck Pietersz van Nierop (Nieuwe Niedorp, 1540 - Amsterdam, 1610) was een zestiende-eeuwse Waterlands doopsgezinde vermaner.

## Leven en werk
Dirck Pietersz van Nierop behoorde aanvankelijk tot de Friese doopsgezinden. Vanwege zijn minder strenge opvattingen werd hij, samen met een aantal geloofsgenoten tijdens een bijeenkomst in Hoorn in het jaar 1589, uit de Fries doopsgezinde gemeenschap verbannen. Samen met deze uitgestoten groep stichtte hij de doopsgezinde groepering van de Jonge Friezen, die onder leiding stond van Lubbert Gerritsz. Later fuseerde de Jonge Friezen met andere doopsgezinde groeperingen tot de Waterlandse gemeente. Na zijn uitbanning verhuisde hij naar Amsterdam, waar hij aan de Haarlemmersluys ging wonen. In Amsterdam nam het gezin van Dirck Pietersz de achternaam Hoogsaet aan.